# Keaton Henson
Keaton Henson (geboren 24 maart 1988) is een Engelse folkrockmuzikant, kunstenaar en dichter uit Londen. Henson zingt over het algemeen met enkel de begeleiding van zijn eigen gitaarspel. Henson geeft zelden optredens omdat hij kampt met extreme podiumangst.

## Biografie
Keaton Henson werd geboren in Londen (Engeland) als de zoon van acteur Nicky Henson en balletdanseres Marguerite Porter. Oorspronkelijk was Henson een illustrator. Hij ontwierp de omslagen van verschillende albums zoals Dananananaykroyds album Hey Everyone! en Take to the Skies van Enter Shikari. Henson nam zijn eerste liedjes op in zijn appartement in Londen, puur voor zichzelf. Tot hij een opname van een van zijn liedjes cadeau gaf aan een vriend, die hem vervolgens aanspoorde om zijn muziek online te zetten.
In november 2010 kwam zijn debuutalbum "Dear..." uit onder Motive Sounds Recordings. Zijn grote doorbraak begon toen Zane Lowe zijn lied "You Don't Know How Lucky You are" op woensdag 7 september 2011 voor de eerste keer op de nationale radio afspeelde op BBC Radio 1. Hij bracht zijn debuutalbum "Dear.." opnieuw uit in 2012 en verkocht deze keer 7000 exemplaren. Hensons tweede album "Birthdays" schreef hij in minder dan een jaar. Hij reisde af naar Californië om zijn album op te nemen en werkte samen met de Amerikaanse producer Joe Chiccarelli. Gedurende 2012 en 2013 trad Henson heel sporadisch op, vaak in kleine ruimtes, kunstgalerijen, kerken of musea in Engeland.
In 2014 was Henson deel van het Meltdown Festival in Londen dat dat jaar gecureerd werd door James Lavelle. Dezelfde dag kwam zijn nieuwe album "Romantic Works" uit, volledig onaangekondigd. Dit album is overwegend instrumentaal en bevat veel muziek van cellist Ren Ford. Oorspronkelijk was het alleen beschikbaar op de website van The Guardian maar tegenwoordig is het ook op Spotify te vinden. In oktober 2015 kwam een nieuw album Behaving uit, deze heeft een meer electronic sound dan vorige albums. In september 2016 kwam zijn album Kindly Now uit.

## Nederland
Keaton heeft meerdere keren in Nederland opgetreden. In november 2013 was dat in de Geertekerk in Utrecht. Tijdens het Holland Festival van juni 2015 trad hij op in het Koninklijk Concertgebouw, zijn concert kreeg 5 sterren van De Telegraaf en 8Weekly. Een optreden in Carré vond plaats op 1 november 2016.

## Discografie

### Albums
| Album met eventuele hitnotering(en) in de Nederlandse Album Top 100 | Datum van verschijnen | Datum van binnenkomst | Hoogste positie | Aantal weken | Opmerkingen |
| ------------------------------------------------------------------- | --------------------- | --------------------- | --------------- | ------------ | ----------- |
| Dear...                                                             | 02-04-2012            |                       |                 |              |             |
| Birthdays                                                           | 25-02-2013            |                       |                 |              |             |
| Romantic Works met Ren Ford                                         | 16-06-2014            |                       |                 |              |             |
| Behaving                                                            | 07-10-2015            |                       |                 |              |             |
| 5 Years                                                             | 12-11-2015            |                       |                 |              |             |
| Kindly Now                                                          | 16-09-2016            | 24-09-2016            | 100             | 1            |             |

- Biblioteca Nacional de España: XX6345151
- Bibliothèque nationale de France: cb167431946 (data)
- Gemeinsame Normdatei: 1036227901
- Library of Congress Control Number: no2013139228
- MusicBrainz: f58e17e6-3c99-4a17-969e-fcbb9ee2720e
- Réseau des bibliothèques de Suisse occidentale: 02-A024331227
- Virtual International Authority File: 304702412
- WorldCat: E39PBJcGhMvppCYXYMdCgwwXBP